# Стэйтон, Кэнди
Кэнди Стэйтон (англ. Candi Staton, Канзетта Мариа Стэйтон, англ. Canzetta Maria Staton /ˈsteɪtən/, Шаблон:Respell; р. 13 марта 1940, Генсвилл, Алабама) — американская певица, исполнительница в жанрах соул и госпел; четырёхкратная номинантка Грэмми.
Особенно известна песней Young Hearts Run Free, а также своим вариантом исполнения Stand by Your Man.
Была шесть раз замужем; мать пятерых детей.